# Tunel Krakowskiego Szybkiego Tramwaju (Trasa Łagiewnicka)
Tunel Krakowskiego Szybkiego Tramwaju (Trasa Łagiewnicka) – tunel tramwajowy w Krakowie łączący Ruczaj z Kurdwanowem, w okolicach ulicy Wincentego Witosa. Liczy 700 metrów długości (wraz z rampami wjazdowymi) i jest czwartym tego typu obiektem w kraju. Zlokalizowany został w nim jeden przystanek: Sanktuarium Bożego Miłosierdzia. Tunel jest częścią trasy Łagiewnickiej. Jego budowę prowadzono w latach 2018-2022, a uroczyste otwarcie odbyło się 27 sierpnia 2022. Tunel stanowi część sieci Krakowskiego Szybkiego Tramwaju.

## Opis tunelu
Wjazd do tunelu znajduje się na zachodzie, w pobliżu skrzyżowania z ulicą Zakopiańską, obok stacji kolejowej Kraków Łagiewniki, na Ruczaju. Następnie tunel skręca na południe i biegnie wzdłuż rzeki Wilga przez obszar Białe Morza, gdzie zlokalizowany jest przystanek Sanktuarium Bożego Miłosierdzia, obok Bazyliki Bożego Miłosierdzia w Krakowie-Łagiewnikach. Następnie tunel skręca w stronę wschodnią, gdzie biegnie przez ok. 400 metrów. Tunel kończy swój bieg na Kurdwanowie, w pobliżu skrzyżowania z ulicą Jerzego Turowicza i ulicą Zbigniewa Herberta.
Na przystanku znajdują się punkty kontroli ruchu (tzw. SOP), z których pracownicy Zarządu Infrastruktury Komunalnej i Transportu sterują pracą obiektu oraz monitorują jego stan przez sieć czujników oraz system telewizji przemysłowej. Dla zapewnienia bezpieczeństwa ruchu wykorzystywana jest dwustawna samoczynna blokada liniowa. W tunelu działa wiele systemów alarmów pożarowych, umożliwiających powiadomienie użytkowników o zagrożeniu pożaru w tunelu, a także telefony SOS umożliwiające połączenie z dyspozytorem. W tunelu znajdują się również wyjścia ewakuacyjne. Zamontowano tam także systemy wentylacji oddymiającej zaprojektowanej przez przedsiębiorstwo GEMOS.
Centralną część systemu oddymiania stanowi 8 rewersyjnych wentylatorów oddymiających, znajdujących się w tunelu. Zapewniają one odprowadzenie powstającego podczas ewentualnego pożaru dymu i gazów oraz zapewniają odpowiednią ilość świeżego powietrza do przewietrzania tunelu.
Tunel liczy 700 metrów długości (wraz z rampami wjazdowymi) i jest czwartym tego typu obiektem w kraju.
W tunelu obowiązuje ograniczenie prędkości do 60 km/h.

## Historia

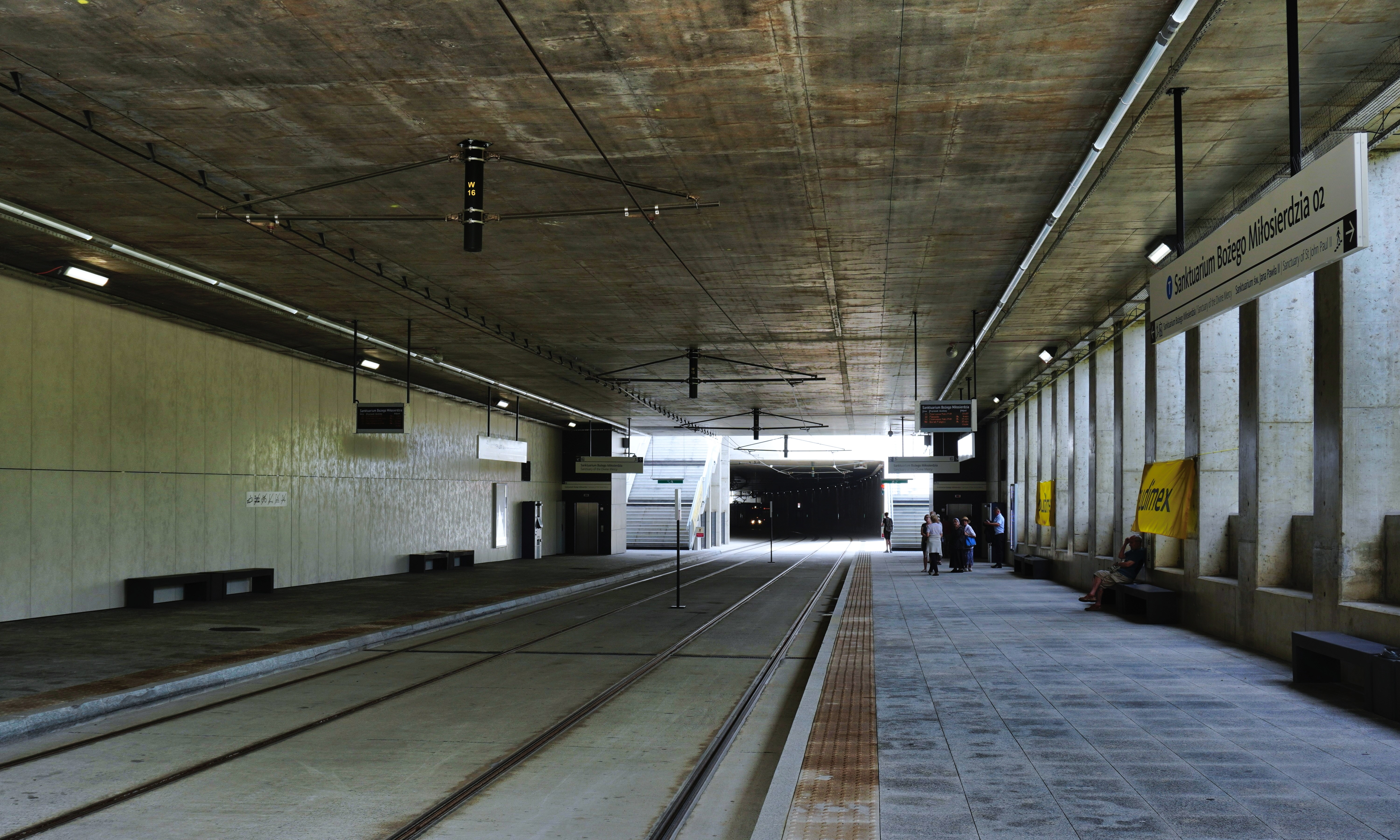
Przystanek Sanktuarium Bożego Miłosierdzia

1 lutego 2017 roku została podpisana umowa kredytowa na budowę trasy Łagiewnickiej oraz tunelu tramwajowego. Sam tunel miał zostać ukończony w lipcu 2022 roku. Prace budowlane rozpoczęły się 22 lutego 2018 roku, a prowadziło je konsorcjum firm Budimex i Ferrovial Agroman.
W miejscu powstającej trasy Łagiewnickiej znajdował się park handlowy oraz pawilony handlowo-usługowe. W początkowej fazie robót przeprowadzono prace porządkowe, podjęto się rozbiórki obiektów budowlanych niewymagających decyzji administracyjnych oraz działań dopuszczonych ustawą o ochronie przyrody.
Koszt budowy trasy Łagiewnickiej i tunelu tramwajowego wyniósł 840 mln zł, zakup był współfinansowany przez Unię Europejską.
Pierwotnie trasa miała zostać oddana do użytku pod koniec 2020 roku, jednak przez liczne utrudnienia techniczne oraz kilkukrotne powodzie spowodowane pobliską rzeką Wilgą opóźniło otwarcie tunelu i ostatecznie nastąpiło to 27 sierpnia 2022.

## Przystanek
W środkowej części tunelu zlokalizowany został przystanek tramwajowy, znany pod nazwą Sanktuarium Bożego Miłosierdzia. Każdy z torów posiada swoje własne, niezależne perony. Wynika to z faktu, iż eksploatowane w tunelu tramwaje są jednostronne – z drzwiami po prawej stronie.
Przystanek ten został przystosowany do osób z niepełnosprawnościami, dzięki dwóm windom działającym na przystanku oraz licznym pochylniom i niskim progom. Został dostosowany również do ruchu tramwajów niskopodłogowych. Działa tam również elektroniczny system informacji pasażerskiej identyczny z tym, który znajduje się na pozostałej części trasy szybkiego tramwaju. Ponadto ulokowano tam automaty Krakowskiej Karty Miejskiej.